# Saori Obata
Saori Obata (jap. 小畑沙織 Obata Saori; ur. 23 kwietnia 1978 w Sapporo) – tenisistka japońska, reprezentantka w Pucharze Federacji.
W rywalizacji juniorek była w finale debla w Australian Open w 1995 i półfinale debla na Wimbledonie w 1994. W 1996 rozpoczęła karierę zawodową, występując po raz pierwszy w turniejach cyklu WTA Tour. Grała początkowo głównie w turniejach niższej rangi, pierwsze ćwierćfinały w cyklu WTA Tour osiągając w Szanghaju (2000) i Tokio (Japan Open, 2001). W grudniu 2001 po raz pierwszy została sklasyfikowana w czołowej setce rankingu światowego.
W 2002 debiutowała we wszystkich czterech turniejach wielkoszlemowych (przeszła rundę na Wimbledonie). W 2003 awansowała do czołowej pięćdziesiątki rankingu światowego, była w półfinale na Bali i finale w Taszkencie (przegrała z Virginią Ruano Pascual). W lutym 2004 osiągnęła najwyższą pozycję w karierze – nr 39; była w III rundzie (1/16 finału) Australian Open, pokonując m.in. swoją rodaczkę Sugiyamę (wówczas nr 9 na świecie).
W deblu wygrała do października 2005 jeden turniej – w Memphis, występując w parze z Akiko Morigami (2003). W lutym 2004 osiągnęła pozycję nr 98 w rankingu deblistek.
W zespole narodowym w Pucharze Federacji debiutowała w 1999. Do października 2005 wygrała 12 pojedynków, przegrała 5. Występuje zarówno w grze pojedynczej, jak i w deblu. W 2004 uczestniczyła w igrzyskach olimpijskich w Atenach; w grze pojedynczej odpadła w I rundzie, w grze podwójnej (z Morigami) – w II rundzie. Jest tenisistką leworęczną, bekhend gra oburącz.

## Wygrane turnieje rangi ITF
| turnieje z pulą nagród 100 000 $ |
| turnieje z pulą nagród 75 000 $  |
| turnieje z pulą nagród 50 000 $  |
| turnieje z pulą nagród 25 000 $  |
| turnieje z pulą nagród 15 000 $  |
| turnieje z pulą nagród 10 000 $  |

### Gra pojedyncza
|    | Data       | Turniej    | ($)    | Naw.      | Finalistka          | Wynik         |
| 1. | 07/04/1996 | Dżakarta   | 10 000 | twarda    | Choi Young-ja       | 6:2, 6:2      |
| 2. | 18/11/2001 | Port Pirie | 25 000 | twarda    | Pavlina Nola        | 6:1, 6:2      |
| 3. | 25/11/2001 | Nuriootpa  | 25 000 | twarda    | Cho Yoon-jeong      | 6:4, 6:1      |
| 4. | 11/05/2003 | Fukuoka    | 50 000 | trawiasta | Maria Elena Camerin | 2:6, 6:3, 6:3 |
| 5. | 03/04/2005 | Augusta    | 25 000 | twarda    | Wiktoryja Azaranka  | 6:2, 6:2      |
| 6. | 08/05/2005 | Gifu       | 50 000 | dywanowa  | Shiho Hisamatsu     | 6:1, 2:6, 6:4 |

## Finały juniorskich turniejów wielkoszlemowych

### Gra podwójna (1)
| Końcowy wynik | Rok  | Turniej         | Nawierzchnia | Partnerka  | Przeciwniczki                    | Wynik finału |
| Finalistka    | 1995 | Australian Open | Twarda       | Nami Urabe | Corina Morariu Ludmila Varmužová | 1:6, 2:6     |